# Vladímir Késarev
Vladímir Petróvich Késarev (en ruso: Влади́мир Петро́вич Ке́сарев; Moscú, 26 de febrero de 1930 - ibídem, 19 de enero de 2015) fue un entrenador y futbolista ruso que jugaba en la demarcación de defensa.

## Biografía
Debutó como futbolista en 1956 con el FC Dinamo Moscú. Justo en la temporada de su debut, ganó la Primera División de la Unión Soviética, por delante del Torpedo Moscú y del Spartak Moscú. Dos años más tarde repitió el éxito del título de liga, al igual que en 1963. Finalmente, en 1965, tras 260 partidos con el club —194 en liga y 66 en copa y competiciones internacionales— se retiró como futbolista. Dos años después de su retiro, el club que le vio debutar le fichó como entrenador de la cantera del club, cargo que ejerció hasta 1980, ya que un año después se convirtió en el entrenador del primer equipo del FC Dynamo Vologda. También entrenó al Dynamo Kashira, FC Dynamo Majachkalá y al FC Yakutiya Yakutsk, último club en el que ejerció las labores de entrenador.
Falleció el 19 de enero de 2015 a los 84 años de edad.

## Selección nacional
Debutó con la selección de fútbol de la Unión Soviética el 22 de septiembre de 1957 contra Hungría en un partido amistoso. En sus catorce apariciones con el combinado nacional aparecen además partidos de la Copa Mundial de Fútbol de 1958, llegando hasta cuartos de final. Formó además parte del equipo que ganó la Eurocopa 1960, aunque no llegó a disputar ningún partido. Su último encuentro con la selección fue en un partido amistoso el 22 de mayo de 1963 contra Suecia.

## Clubes

### Como futbolista
| Club            | País          | Año         | Partidos | Goles |
| --------------- | ------------- | ----------- | -------- | ----- |
| FC Dinamo Moscú | RSFS de Rusia | 1956 - 1965 | 260      | 3     |

### Como entrenador
| Club                      | País          | Año         |
| ------------------------- | ------------- | ----------- |
| FC Dinamo Moscú (cantera) | RSFS de Rusia | 1967 - 1980 |
| FC Dynamo Vologda         | RSFS de Rusia | 1981 - 1984 |
| Dynamo Kashira            | RSFS de Rusia | 1985        |
| FC Dynamo Majachkalá      | RSFS de Rusia | 1986        |
| FC Yakutiya Yakutsk       | RSFS de Rusia | 1990 - 1991 |

## Palmarés

### Campeonatos nacionales
| Título                                 | Club            | País  | Año  |
| -------------------------------------- | --------------- | ----- | ---- |
| Primera División de la Unión Soviética | FC Dinamo Moscú | Rusia | 1957 |
| Primera División de la Unión Soviética | FC Dinamo Moscú | Rusia | 1959 |
| Primera División de la Unión Soviética | FC Dinamo Moscú | Rusia | 1963 |

### Campeonatos internacionales
| Título   | Club                                      | País            | Año  |
| -------- | ----------------------------------------- | --------------- | ---- |
| Eurocopa | Selección de fútbol de la Unión Soviética | Unión Soviética | 1960 |